# Kevin McDowell
Pour les articles homonymes, voir McDowell.
Kevin McDowell est un triathlète américain né le 1er août 1992 à Park Ridge, dans l'Illinois. Il a remporté avec Taylor Knibb, Morgan Pearson et Katie Zaferes la médaille d'argent du relais mixte aux Jeux olympiques d'été de 2020 à Tokyo.

## Biographie

### Jeunesse et maladie
Kevin McDowell commence le triathlon à l'âge de dix ans, son ami d'enfance est le triathlète Ben Kanute qui l'a attiré dans le sport et ils ont évolué jusqu'au professionnalisme ensemble. En 2011, Kevin McDowell avait 18 ans lorsqu'on lui a diagnostiqué un lymphome de Hodgkin, cancer du système lymphatique, une hémopathie maligne. Les IRM ont repéré des tumeurs à la poitrine et à la gorge, il s'est ensuivi six mois de chimiothérapie. Kevin s'est ensuite replongé dans le sport, mais il a dû faire face à une longue et difficile bataille physique et moral alors que son corps s'adaptait aux rigueurs de l'entraînement à un niveau de classe mondiale. Il est bénévole avec une fondation contre le cancer Cal's Angels, il a organisé une vente éphémère de t-shirts « Team Kevin », qui a permis de récolter 4 500 $ pour une fête avec les enfants malades sur le thème des Jeux olympiques.

### Carrière en triathlon
Kevin McDowell dispute les Jeux olympiques de la jeunesse de 2010 à Singapour, obtenant la médaille d'argent individuelle et la médaille de bronze en relais mixte. La même année, il devient médaillée de bronze au championnat du monde juniors à Budapest en 2010. Quatre ans plus tard, il devient champion du monde universitaire à Brasilia. Il remporte la médaille d'argent du relais mixte aux championnats du monde de triathlon en relais mixte 2020 à Hambourg ainsi qu'aux Jeux olympiques d'été de 2020 à Tokyo. Il termine de ses même jeux, sixième de l'épreuve individuel, ce qui représente en 2020 la meilleure performance pour un triathlète américain aux Jeux Olympiques.

### Vie privée
Sa famille l'a beaucoup soutenu, ses parents, sa sœur, ses grands-parents étaient très heureux de sa qualification pour les Jeux olympiques à Tokyo, ils lui ont envoyé des lettres de soutien pour qu'il les lise juste avant les compétitions afin de mieux réaliser son rêve.

## Palmarès en triathlon
Le tableau présente les résultats les plus significatifs (podium) obtenus sur le circuit national et international de triathlon depuis 2014.
| Année                               | Compétition                                | Pays                   | Position           | Temps           |
| ----------------------------------- | ------------------------------------------ | ---------------------- | ------------------ | --------------- |
| 2021                                | Jeux olympiques - relais mixte             | Japon                  | Médaille d'argent  | 1 h 23 min 55 s |
| 2020                                | Championnat du monde en relais mixte       | Allemagne              | Médaille d'argent  | 1 h 18 min 33 s |
| 2019                                | Coupe du monde - l'étape de Saint-Domingue | République dominicaine | Médaille d'argent  | 1 h 39 min 22 s |
| 2019                                | Coupe du monde - l'étape de Tongyeong      | Corée du Sud           | Médaille de bronze | 51 min 35 s     |
| 2019                                | Coupe du monde - l'étape de Cagliari       | Italie                 | Médaille de bronze | 52 min 14 s     |
| 2018                                | Championnat du monde en relais mixte       | Allemagne              | Médaille de bronze | 1 h 20 min 51 s |
| 2017                                | Coupe du monde - l'étape de Sarasota       | États-Unis             | Médaille de bronze | 49 min 44 s     |
| 2017                                | Coupe du monde - l'étape de Huelva         | Espagne                | Médaille d'argent  | 1 h 46 min 20 s |
| 2015                                | Jeux panaméricains 2015 Toronto            | Canada                 | Médaille d'argent  | 1 h 48 min 59 s |
| Championnat des États-Unis          | États-Unis                                 | Médaille d'argent      | 1 h 47 min 32 s    |                 |
| Coupe du monde - l'étape de Chengdu | Chine                                      | Médaille de bronze     | 1 h 46 min 12 s    |                 |
| 2014                                | Coupe du monde - l'étape de Chengdu        | Chine                  | Médaille d'argent  | 1 h 48 min 48 s |